# 岡田明憲
岡田 明憲（おかだ あきのり、1947年 - ）は日本の宗教学者、ゾロアスター教研究者、マズダ・ヤスナの会代表。東京生まれ。

## 略歴
1973年、東洋大学文学部仏教学科卒業後、インド、イランをフィールドワーク。

1979年、東海大学文明学科博士課程修了。
いわゆる京都学派の哲学者高山岩男の指導を受ける。イラン学、インド学、古代文明学、オリエント学研究者。

## 著書
- 『ゾロアスター教　神々への賛歌』　平河出版社、新装版ISBN 4892030538
- 『ゾロアスター教の悪魔払い』　 平河出版社 ISBN 4892030821
- 『ゾロアスターの神秘思想』　講談社現代新書 ISBN 4061488880
- 『ユーラシアの神秘思想』　学習研究社　ISBN 4054018351
- 『死後の世界　死者の運命・生者の観念』　講談社現代新書

## 共編著
- 『別冊環』5巻「神秘思想とヨーロッパ」、藤原書店、2002年
- 『別冊環』8巻「「オリエント」とは何か」、藤原書店、2004年
- 『別冊環』14巻「神秘思想で読み解く「わたしの名は紅」」、藤原書店、2008年
- 『月刊環』33巻「もう一つの六八年-テロと右傾化の原点」、藤原書店、2008年